# 3e cérémonie des Crime Thriller Awards
La 3e cérémonie des Crime Thriller Awards s'est déroulée le 12 octobre 2010 et a récompensé les meilleures fictions policières ou thrillers en littérature, au cinéma et à la télévision.

## Palmarès

### Littérature

#### Gold Dagger
Policiers
- Blacklands : Belinda Bauer
  - Blood Harvest : S J Bolton
  - Shadowplay : Karen Campbell
  - The Way Home : George Pelecanos

#### Ian FlemingSteel Dagger
Thrillers
- A Loyal Spy : Simon Conway
  - The Dying Light : Henry Porter
  - Innocent : Scott Turow
  - Calumet City : Charlie Newton
  - The Gentlemen's Hour : Don Winslow

#### John CreaseyMemorial (New Blood) Dagger
Premiers romans
- Acts of Violence : Ryan David Jahn
  - Rupture : Simon Lelic
  - The Holy Thief : William Ryan
  - The Pull of the Moon : Diane Janes

### Cinéma et télévision

#### Film Dagger
- Inception
  - District 9
  - Sherlock Holmes
  - Millénium (Män som hatar kvinnor)

#### TV Dagger
- Sherlock (saison 1)
  - Ashes to Ashes (saison 3)
  - Luther
  - Les Enquêtes de l'inspecteur Wallander (Wallander) (saison 2)

#### International TV Dagger
- Les Enquêtes de l'inspecteur Wallander (Wallander) (saison 2)
  - Damages (saison 3)
  - The Good Wife

#### Meilleur acteur
- Benedict Cumberbatch pour le rôle de Sherlock Holmes dans Sherlock (saison 1)
  - Idris Elba pour le rôle de John Luther dans Luther (saison 1)
  - Kenneth Branagh pour le rôle de Kurt Wallander dans Les Enquêtes de l'inspecteur Wallander (Wallander) (saison 2)
  - Philip Glenister pour le rôle de Gene Hunt dans Ashes to Ashes (saison 3)

#### Meilleure actrice
- Maxine Peake pour le rôle de Juliet Miller dans Criminal Justice (saison 2)
  - Glenn Close pour le rôle de Patty Hewes dans Damages (saison 3)
  - Hermione Norris pour le rôle de Ros Meyer dans MI-5 (Spooks) (saison 8)
  - Keeley Hawes pour le rôle d'Alex Drake  dans Ashes to Ashes (saison 3) et de Martha Lawson dans Identity
  - Sue Johnston pour le rôle du Dr Grace Foley dans Meurtres en sommeil (Waking the Dead) (saison 8)

#### Meilleur acteur dans un second rôle
- Matthew Macfadyen pour le rôle de Joe Miller dans Criminal Justice (saison 2)
  - Laurence Fox pour le rôle de James Hathaway dans Inspecteur Lewis (Lewis) (saison 3)
  - Rupert Graves pour le rôle de l'Inspecteur Lestrade dans Sherlock (saison 1)
  - Tom Hiddleston pour le rôle de Magnus Martinsson dans Les Enquêtes de l'inspecteur Wallander (Wallander) (saison 2)

#### Meilleure actrice dans un second rôle
- Dervla Kirwan pour le rôle de Maggie Edwards dans The Silence
  - Gina McKee pour le rôle de Anne dans The Silence
  - Saskia Reeves pour le rôle de Rose Teller dans Luther (saison 1)
  - Sophie Okonedo pour le rôle de Jackie Woolf dans Criminal Justice (saison 2)

### People's Detective Dagger
Vote du public pour élire son détective préféré.
- Foyle
  - Endeavour Morse
  - Hercule Poirot
  - Jane Tennison
  - Tom Barnaby
  - Sherlock Holmes
  - Charles Wycliffe
  - Robert Lewis
  - John Rebus
  - Reginald Wexford
  - Jack Frost